# 九所镇
九所镇（黎语：Gaeusdos），是中华人民共和国海南省乐东黎族自治县下辖的一个乡镇级行政单位。
2015年6月5日，海南省人民政府批复同意将九所镇位于望楼河东岸的赤塘、冲坡、塘丰、乐一、乐二、乐三、乐四村委会和河东、望楼港社区居委会划归利国镇管辖。

## 行政区划
九所镇下辖以下地区：
龙栖湾社区、抱荀村、九所村、中灶村、十所村、罗马村、四所村、赤公村、海坡村、抱浅村、新庄村、山脚村、抱旺村、新贵村、镜湖村、老坡村和海南省乐东监狱社区。

## 交通
- 海南西环高速铁路：乐东站